# Les hommes du port
Les hommes du port è un documentario del 1995 diretto da Alain Tanner.